# Фудзивара-но Тэйси
Фудзивара-но Тэйси (Садако) (яп. 藤原 定子 Фудзивара но Тэйси/Садако, 977 — 13 января 1001) — императрица-консорт японского императора Итидзё из рода Фудзивара. Персонаж классической книги писательницы Сэй-Сёнагон Записки у изголовья (автор была её придворной и описала свою госпожу).
Фудзивара-но Тэйси была первой дочерью Фудзивара-но Мититака (яп. 藤原 道隆). Её мать Такасина-но Такако была известной поэтессой, а два брата занимали значимые административные посты.

## Дети
- Принцесса Сюси (яп. 脩子内親王 Сю:си Найсинно:, 997 — 1049)
- Принц Ацуясу (яп. 敦康親王 Ацуясу Синно:, 999 — 1019)
- Принцесса Биси (яп. 媄子内親王 Биси Найсинно:, 1001 — 1008)

## Интересный факт
«Записки у изголовья» были первоначально записаны в тетради, которую для ведения личного дневника подарила Сэй-Сёнагон именно императрица.